# حادثة تيجين

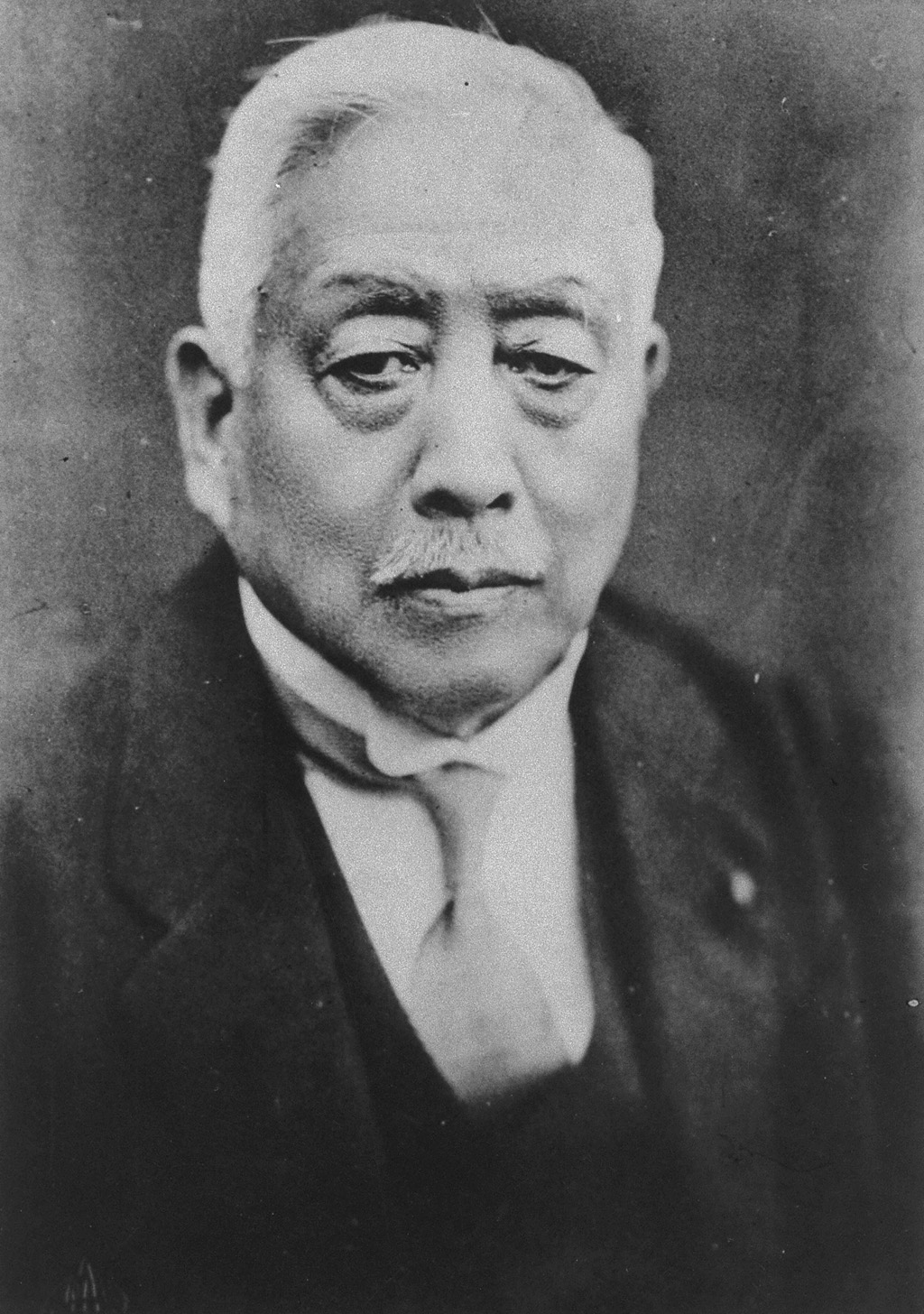

The Teijin Scandal (帝人事件  Teijin jiken) كانت فضيحة تيجين فضيحة سياسية في أوائل فترة شووا في عهد إمبراطورية اليابان والتي أدت إلى انهيار حكومة رئيس الوزراء سايتو ماكوتو عام 1934.

## التاريخ والخلفية
وفي يونيو 1933، اشترت بانشوكي، وهي مجموعة من المستثمرين الصغار، 100,000 سهمًا من تيجين (وهي شركة رايون وغزل ونسيج كبرى) من بنك تايوان بسعر 125 ينًا يابانيًّا للسهم. وارتفع سوق البورصة بشكل مطرد في الأسعار، حيث وصل سعر السهم الواحد 200 ين بحلول نهاية العام، وبدأت الشائعات في الظهور على الصفحات الرئيسية لمختلف الصحف أن مجموعة بانشوكي تمكنت بطريقة أو بأخرى من التلاعب في السوق.
عملاً بهذه الشائعات التي لا أساس لها، اتهم مسؤولو اليمين المتطرف في وزارة العدل المسؤولين في وزارة المالية وأعضاء مجلس رئيس الوزراء سايتو بالتآمر مع بنك تايوان للسماح لمجموعة بانشوكي بشراء الأسهم بسعر منخفض بشكل مصطنع مقابل رشاوي نقدية وأوراق مالية. وفي أبريل 1934، أمرت وزارة العدل بإلقاء القبض على نائب وزير المالية ومدير بنك تايوان ورئيس تيجين. وبعد علم سايتو أنه من المقرر إلقاء القبض على عدد من وزراء الحكومة، قام رئيس الوزراء بحل الحكومة يوم 3 يوليو 1934. وبعد ذلك بوقت قصير، تم القبض على 13 مسؤولاً آخرين بتهمة الفساد.

## العواقب
بعد محاكمة طويلة، تم نفي جميع التهم عن كل المتهمين الـ 16، ووجد أن المجموعة الكاملة لمعاملات الأوراق المالية التي تتضمن أسهم تيجين خالية من أي مخالفات مالية. ومع ذلك، ترك هذا الأمر انطباعًا قويًا لدى الشعب الياباني بشكل عام بوجود فساد كبير يصل لأعلى المستويات في الحكومة وقطاع التمويل، وهو ما دمر المزيد من ثقة الشعب في كل من النظامين الديمقراطية الليبرالية وفي النظام الرأسمالي. وقد شجع اليميني كو كو هونشا هذه الصورة، برئاسة هيرانوما كيتشيرو الذي كان أيضًا رئيس هيئة الادعاء في المحاكمة. وبشكل غير مباشر، ساهمت حادثة تيجين في زيادة العنف والهجمات الإرهابية التي تقوم بها جماعات سرية مثل ساكوريكاي وليج أوف بلود ضد شخصيات قيادية في الحكومة وقطاع التمويل. كما ساهمت أيضًا في محاولة القيام بـانقلابات عسكرية مثل حادثة 26 فبراير ضد الفساد الموجود بالحكم المدني.

## كتابات أخرى
- Mitchell، Richard H (2002). Justice in Japan: The Notorious Teijin Scandal. University of Hawaii Press. ISBN 0-8248-2523-3.